# Sequía en Chile de 2007-2008

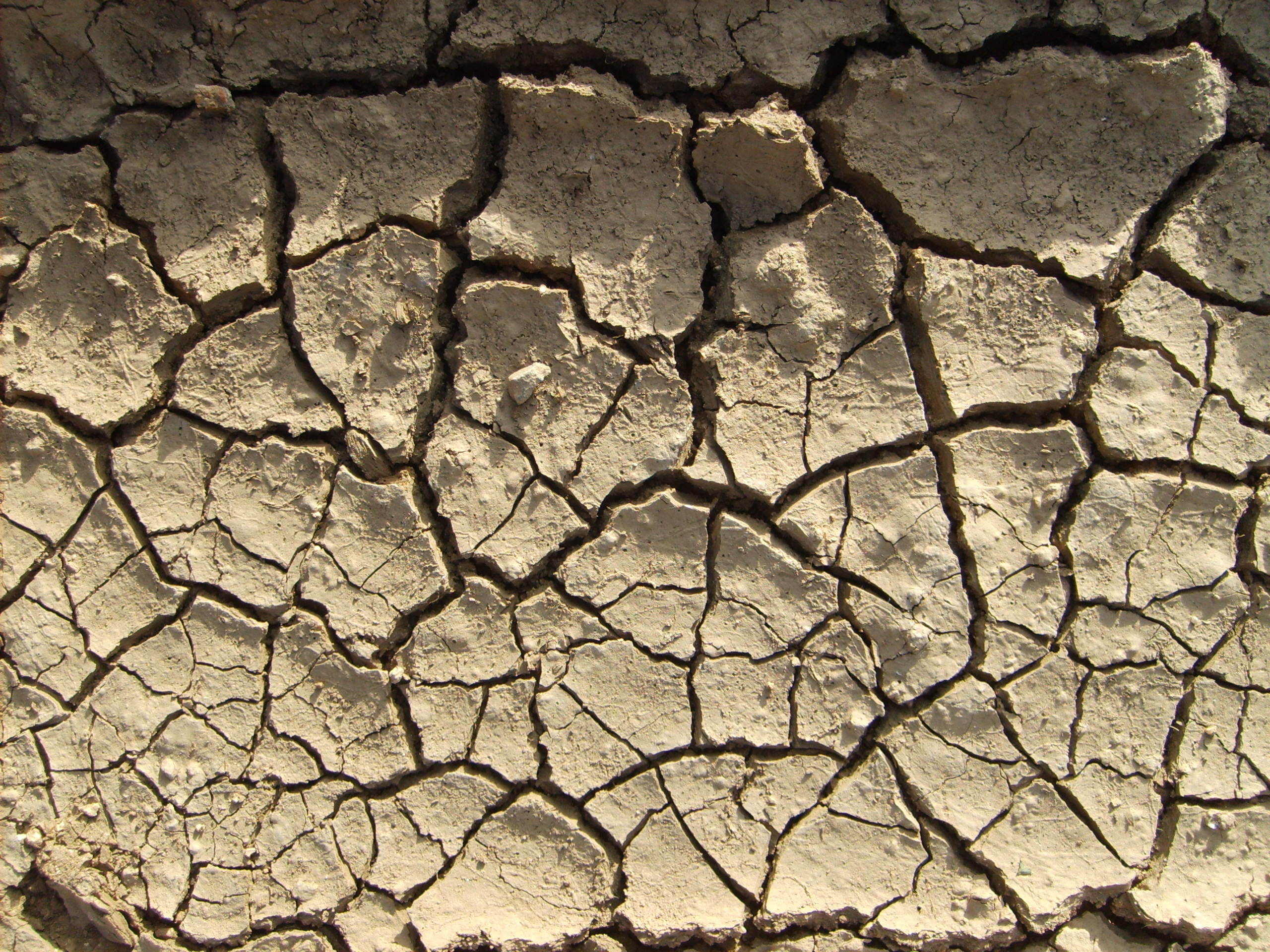
Porción de barro seco y agrietado en El Quisco, 2007.

Entre fines de 2007 y principios de 2008 Chile enfrentó una sequía que afectó a gran parte del territorio nacional, abarcando las regiones de Atacama, Coquimbo, Valparaíso, Metropolitana, O'Higgins, Maule, Ñuble, Biobío, La Araucanía, Los Ríos y Los Lagos. Durante 2007 el déficit pluviométrico promedio en el país llegó al 48,6%, y las zonas más afectadas fueron el Norte Chico (en Copiapó y Vallenar hubo 90% de déficit), seguida por las regiones de O’Higgins (40-50% de déficit), y del Maule y Biobío (30-50% de déficit).
que basur agricultura, actividad económica fundamental en la zona que sufrió la sequía, estimándose en 80 mil los agricultores afectados. En marzo de 2008 la presidenta Michelle Bachelet firmó un decreto donde se estableció la baja preventiva del voltaje hasta octubre de ese año.